# Sky Ferreira
Sky Tonia Ferreira (Los Angeles, 8 luglio 1992) è una cantautrice, modella e attrice statunitense.

## Biografia
Sky Tonia Ferreira è nata a Venice Beach, Los Angeles, California l'8 luglio del 1992. Ha origini brasiliane, native americane e discendenza portoghese. Sky è stata in gran parte cresciuta da sua nonna, che fu la parrucchiera personale di Michael Jackson per più di 30 anni. La cantante ha commentato dicendo: "Sono cresciuta intorno a lui, l'ho sempre visto e sono stata in vacanza con lui e roba così", aggiungendo che non fosse a conoscenza della sua fama fino all'età di 13 anni. Sky ha espresso interesse per il canto già da bambina e, con l'incoraggiamento di Jackson, sua nonna la iscrisse a un corso di canto d'opera. Ha poi abbandonato la scuola superiore dopo aver completato il secondo anno per dedicarsi alla sua carriera.

## Carriera

### Esordio musicale e carriera da modella (2009-2012)
A soli quattordici anni, Sky crea un profilo sulla piattaforma sociale Myspace caricando versioni demo di canzoni scritte da lei stessa. Poco prima del suo 15º compleanno, scrisse una lettera ai produttori Bloodshy & Avant, chiedendo loro la possibilità di un contratto discografico. Nel 2009 firma quindi con la casa discografica Parlophone e ha iniziato a lavorare sul suo primo album in studio a cui afferma di aver lavorato sin da 14 anni. Nel 2010 debuttò nei settori del cinema e dalla moda dopo aver recitato nel film indipendente Putty Hill ed essere apparsa sulle riviste Dazed e Interview.
Dopo aver pubblicato i singoli 17 e One, il singolo promozionale Obsession ha raggiunto la posizione numero 37 sulla classifica Hot Dance Club Songs di Billboard e venne scelto come colonna sonora per diversi film e serie televisive. Tuttavia i suoi piani per l'album in studio di debutto, fissati inizialmente al 2011, non si sono concretizzati e sono stati sostituiti dall'EP As If! e dal suo primo singolo inedito Sex Rules. Nel frattempo Sky fu anche scelta come testimonial per la campagna pubblicitaria di Calvin Klein al fianco della cantante Cassie Ventura. L'anno seguente è stata fotografata da Ellen von Unwerth per la copertina di Vs ed è apparsa nello spot pubblicitario della Adidas con i rapper Nicki Minaj, Big Sean e Snoop Dogg.
Nel novembre del 2011, Sky ha annunciato che il suo album di debutto sarebbe stato pubblicato nel 2012 introdotto da un primo singolo previsto per febbraio dello stesso anno. Nei primi mesi del 2012 Sky ha rivelato che il titolo dell'album sarebbe stato Wild at Heart e ha confermato 24 Hours e Swamp Girl come parte della sua tracklist. Lost in My Bedroom, descritta da Sky come «la canzone più electro-pop dell'album», fu distribuita digitalmente a marzo. Dopo aver pubblicato il video musicale diretto da Terry Richardson del brano Red Lips nel mese di giugno, ha dichiarato che avrebbe cambiato il titolo della raccolta in I'm Not Alright.
Con il suo album di debutto ancora in lavorazione, Sky ha annunciato che il suo secondo EP, Ghost, sarebbe stato pubblicato nel mese di ottobre. Il debutto televisivo di Sky è avvenuto nel gennaio del 2013 al Late Night Show with Jimmy Fallon quando si è esibita sulle note del singolo I Blame Myself.

### Night Time, My Timee impegno cinematografico (2013-2016)

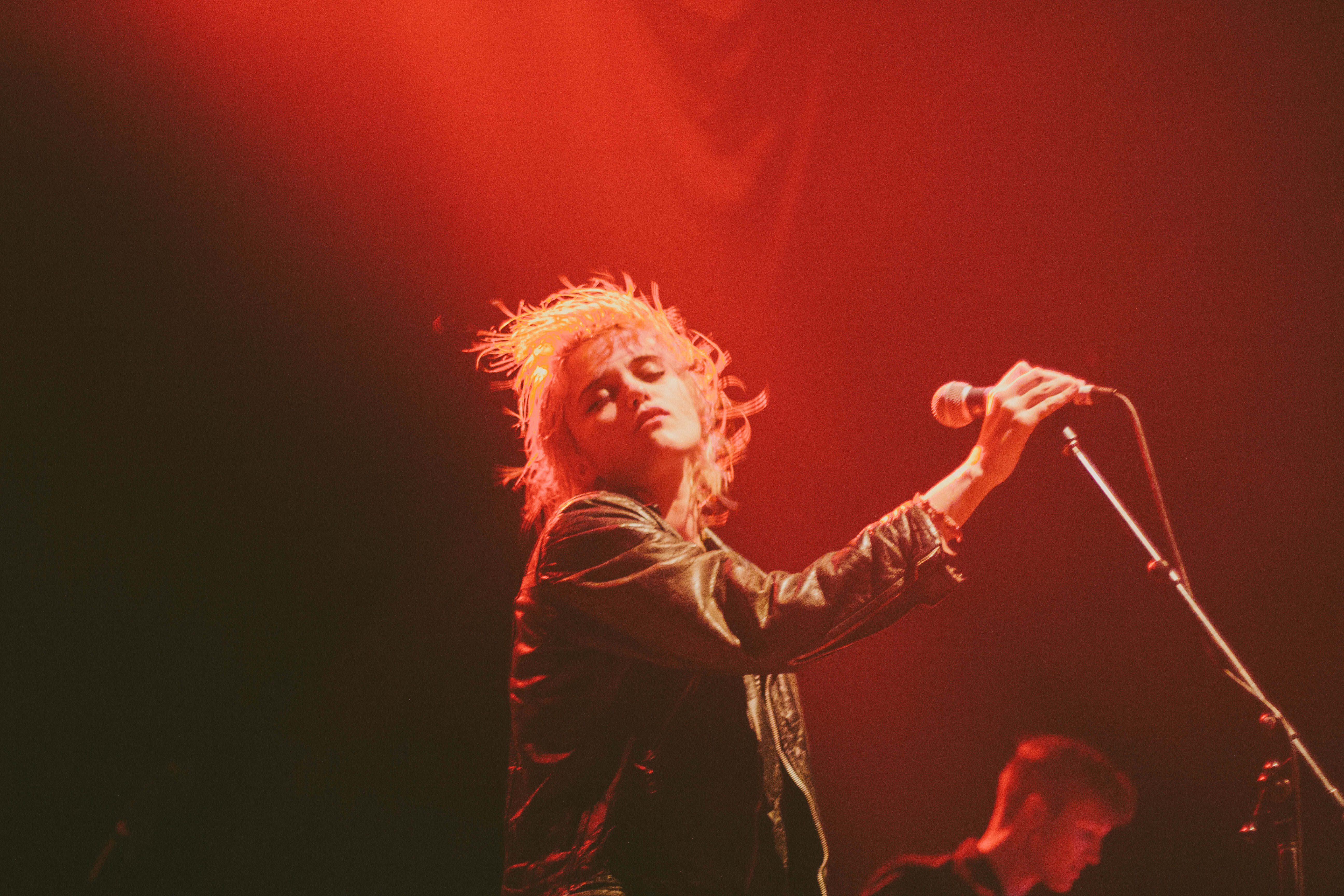
Ferreira esibendosi al The Pageant a St. Louis nel 2013

Nel giugno del 2013 Sky ha recitato nel cortometraggio IRL nel ruolo di Angel e lo stesso mese ha nuovamente annunciato un cambio del titolo del suo album in I Will e ha dichiarato che sarebbe stato pubblicato entro la fine dell'estate. Ha inoltre anticipato che sarebbe stato composto da "dieci canzoni, tutte ancora piuttosto elettroniche ma con un cambiamento nel sound più indie rock e rock". Infine il titolo è stato nuovamente rinominato in Night Time, My Time, questa volta definitivamente, e ha annunciato la sua uscita il 29 ottobre del 2013 prodotto dalla Capitol Records. Il 24 precedente era stato pubblicato il singolo You're Not the One con cui si è esibita al David Letterman Show.
Nel mese di settembre Sky ha interpretato Kaycee nel film horror The Green Inferno, uscito due anni dopo, nel 2015. Nel mese di ottobre Sky annulla i concerti dell'ultima settimana del suo tour con i Vampire Weekend per via di un'emorragia alle corde vocali che, ha poi aggiunto, essere stata causata da un nodo vocale più volte mal diagnosticato come laringite. Nel mese di novembre Sky e il duo Icona Pop vengono annunciate come artiste di apertura per il Bangerz Tour mondiale della cantante statunitense Miley Cyrus che ha avuto inizio il 14 febbraio 2014. Più tardi quel mese, ha pubblicato il suo terzo EP, Night Time, My Time: B-Sides Part 1, che contiene canzoni inedite non incluse nell'album omonimo.
Il 20 febbraio 2014, durante il suo terzo spettacolo di apertura per il Bangerz Tour, Sky cade e si rompe la tibia sul palco. Dopo aver completato la performance, Sky è stata portata in ospedale. È stata quindi costretta ad assentarsi dalla serie di concerti. Il 20 novembre dello stesso anno, durante il suo tour in America Settentrionale, Sky ha debuttato con una nuova canzone intitolata Guardian.
Il 16 luglio 2014, Sky ha annunciato via Twitter di star lavorando al suo secondo album. È stato inoltre annunciato che avrebbe fatto parte del cast del film drammatico Elvis & Nixon al fianco di Kevin Spacey e Michael Shannon. Sky parteciperà anche al film The Trust che vede protagonisti anche Nicolas Cage ed Elijah Wood. Il 6 aprile ha confermato che il suo prossimo album in si sarebbe chiamato Masochism. Il 4 giugno Jimmy Choo ha annunciato che Ferreira sarebbe stata il volto del suo nuovo profumo chiamato Illicit.
Nel 2016 partecipa all'incisione del brano Where the Light Gets In, pubblicato il 1º febbraio 2016 come singolo di lancio del disco Chaosmosis del gruppo musicale Primal Scream, e ne appare anche nel video musicale.

### Nuovi progetti (2017-presente)
Il 13 marzo annuncia tramite il suo profilo di Instagram che avrebbe preso parte come attrice ai film Baby Driver - Il genio della fuga di Edgar Wright al fianco di Ansel Elgort, per cui registra il brano Easy. Tramite la stessa piattaforma annuncia che avrebbe preso parte anche alla rivisitazione della serie televisiva degli anni Novanta I segreti di Twin Peaks del regista David Lynch, sempre datata 2017. Nel mese di settembre è protagonista di un servizio fotografico per Playboy, per cui appare anche sulla copertina.
Nel marzo 2019 pubblica il singolo Downhill Lullaby, annunciandolo in qualità di primo singolo estratto dal suo secondo album Masochism, il quale non è tuttavia mai stato pubblicato. Nel maggio 2022 pubblica il singolo Don't Forget, interrompendo un nuova pausa durata per tre anni.

## Vita privata
La mattina del 14 settembre 2013, a Saugertis, nello Stato di New York, Sky e il suo fidanzato Zachary Cole Smith, frontman del gruppo musicale DIIV, sono stati arrestati per possesso di droga. Sky, che aveva con sé compresse di ecstasy, è stata arrestata per il possesso di droga e resistenza all'arresto; Smith era invece in possesso di eroina.
Sky ha rivelato di essere stata aggredita sessualmente durante la sua adolescenza da un ladro introdottosi in casa sua. In un'intervista, ha dichiarato: «Non ho mai detto niente su questo pubblicamente perché non voglio essere etichettata così. La gente si sente come ci si definisce ed è davvero un peccato doversi portare dietro certi traumi che però non definiscono chi tu sia veramente».

## Filmografia

### Cinema
- The Green Inferno, regia di Eli Roth (2013)
- I corrotti - The Trust (The Trust), regia di Alex Brewer (2016)
- Elvis & Nixon, regia di Liza Johnson (2016)
- Baby Driver - Il genio della fuga (Baby Driver), regia di Edgar Wright (2017)
- Lords of Chaos, regia di Jonas Åkerlund (2018)
- American Woman, regia di Jake Scott (2018)
- Reptile, regia di Grant Singer (2023)

### Televisione
- Twin Peaks – serie TV, episodio 3x09 (2017)
- The Twilight Zone – serie TV, episodio 2x4 (2020)

## Video musicali
- Metallica: ManUNkind, regia di Jonas Åkerlund (2016)

## Discografia

### Album
- 2013 – Night Time, My Time

### EP
- 2011 – As If!
- 2012 – Ghost
- 2013 – Night Time, My Time: B-Sides Part 1

### Singoli
come artista principale
- 2010 – 17
- 2010 – One
- 2010 – Obsession
- 2011 – Sex Rules
- 2012 – Red Lips
- 2013 – Everything Is Embarrassing
- 2013 – You're Not the One
- 2014 – I Blame Myself
- 2017 – Easy
- 2019 – Downhill Lullaby
- 2022 – Don't Forget
- 2024 – Leash

come artista ospite
- 2013 – Bang Bang (2Cellos feat. Sky Ferreira)
- 2013 – Black (G-Dragon feat. Sky Ferreira)
- 2016 – Blue Boredom (DIIV feat. Sky Ferreira)
- 2016 – Where the Light Gets In (Primal Scream feat. Sky Ferreira)
- 2018 – 1980-99 (Ssion feat. Patty Schemel e  Sky Ferreira)
- 2018 – Pain Killer (Iceage feat. Sky Ferreira)
- 2019 – Cross You Out (Charli XCX feat. Sky Ferreira)
- 2019 – The Freezing (Jorje Elbrecht feat. Sky Ferreira)
- 2022 – The Two of Us (The Jesus and Mary Chain feat. Sky Ferreira)
- 2022 – Black and Blues (The Jesus and Mary Chain feat. Sky Ferreira)

## Campagne pubblicitarie
- Calvin Klein (S/S 2011)
- H&M (S/S 2011)
- Calvin Klein Jeans (F/W 2011)
- Calvin Klein Shock Fragrance (F/W 2011)
- Happy Socks Holiday (W 2011)
- Maison Michel (S/S 2012)
- Vigoss (F/W 2012)
- Adidas (F/W 2012)
- Yves Saint Laurent (Pre-F 2013)
- Forever 21 (S/S 2013)
- Arezzo (F/W 2013)
- Benetton (F/W 2013)
- ELEVEN PARIS (F/W 2013)
- Maison Kitsune (S/S 2014)
- Jimmy Choo Illicit Fragrance (2015-2016)
- Marc Jacobs (S/S 2016)
- Paco Rabanne Black XS Fragrance (2016)
- DARKDRON (S/S 2017)

## Agenzie
- IMG Models – New York, Parigi

## Doppiatrici italiane
Nelle versioni in italiano dei suoi film, Sky Ferreira è stata doppiata da:
- Benedetta Degli Innocenti in The Green Inferno
- Domitilla D'Amico in Elvis & Nixon
- Martina Tamburello in American Woman